# Novy Ourengoï
Novy Ourengoï (en russe : Новый Уренгой) est une ville du district autonome de Iamalo-Nenetsie (oblast de Tioumen), en Russie. Sa population s'élevait à 118 033 habitants en 2020.

## Géographie
Novy Ourengoï est située dans le nord de la plaine de Sibérie occidentale, au bord de la rivière Ievo-Iakha, un affluent du Pour, à 452 km à l'est de Salekhard et à 2 350 km au nord-est de Moscou.

## Histoire
Novy Ourengoï a été fondée en 1973, à la suite de l'ouverture du riche gisement gazier d'Ourengoï et a obtenu le statut de ville en 1980. Après le rattachement des faubourgs de Korottchaïevo (Коротчаево) et Limbïaïakha (Лимбяяха) à Novy Ourengoï en 2004, la population passa à 109 108 habitants en 2005 et 112 500 en 2006.

## Économie
La principale activité économique de la ville est l'extraction de pétrole et de gaz naturel. L'un des plus riches gisements de gaz naturel au monde, le gisement d'Ourengoï, est situé dans les alentours et il existe plusieurs autres gisements en prospection (Arctic GNL 2). Une grande partie des habitants travaille pour les filiales locales de Gazprom Ourengoïgazprom, Iambourggazdoytcha et Tioumenbourggaz.
Novy Ourengoï est reliée par une ligne de chemin de fer à Tioumen, la capitale de l'oblast et Noïabrsk. Il y a aussi un aéroport près de la ville.
La ville a deux heures de décalage horaire avec Moscou.

## Population
Recensements ou estimations de la population
| 1979* | 1989*  | 2002*  | 2006    | 2010*   | 2012    | 2013    |
| ----- | ------ | ------ | ------- | ------- | ------- | ------- |
| 8 580 | 93 235 | 94 456 | 112 205 | 104 107 | 112 192 | 116 450 |

| 2014    | 2015    | 2016    | 2017    | 2018    | 2019    | 2020    |
| ------- | ------- | ------- | ------- | ------- | ------- | ------- |
| 115 753 | 115 092 | 111 163 | 113 254 | 114 837 | 116 938 | 118 033 |

## Source
- (ru) Informations sur Novy Ourengoï